# Leonardo Padura
Leonardo de la Caridad Padura Fuentes (Havanna, 1955. október 9. –) kubai regényíró és újságíró. 2007-től Kuba egyik legismertebb nemzetközi írója. Anyanyelvén spanyolul, valamint angolul és néhány más nyelven gyakran nevének rövidebb alakjával, Leonardo Paduraként emlegetik. Írt forgatókönyveket, két novelláskönyvet és egy sorozat detektívregényt, amelyeket 10 nyelvre fordítottak le. 2012-ben Padura elnyerte a Premio Nacional de Literatura de Cuba, Kuba nemzeti irodalmi díját, egyben a legjelentősebb ilyen jellegű kitüntetést. 2015-ben elnyerte a spanyolországi Premio Principe de Asturias de las Letras díjat, amely a spanyol nyelvterület egyik legfontosabb irodalmi díja, és általában iberoamerikai Nobel-díjnak tekintik.

## Élete és munkássága
Padura, aki Havannában született, a Havannai Egyetemen szerzett diplomát latin-amerikai irodalomból. 1980-ban először oknyomozó újságíróként vált ismertté a Caimán Barbudo című irodalmi folyóiratban, amely egy jól bevált, ma is megjelenő kiadvány. Esszéíróként és forgatókönyvek és különösen detektívregények írójaként vált ismertté.
Első kisregényét 1983 és 1984 között írta. Fiebre de caballos (Lóláz) címmel alapvetően egy szerelmi történet volt. A következő hat évben újságíróként dolgozott és számos kulturális és történelmi témáról tudósított. Ekkortájt azonban elkezdte írni első regényét, amelyben Mario Conde rendőr is szerepel. Írása közben Padura rájött, hogy újságíróként eltöltött évei milyen alapvető fontosságúak voltak írói fejlődésében. Egyrészt teljesen új élményt adott neki az országról, másrészt megváltoztatta a stílusát az első könyvéhez képest.
2013-ban Franciaország az Ordre des Arts et des Lettres lovagkeresztjével tüntette ki.
Padura még mindig szülővárosában, Havannában él és ír.
„Szeretnék Paul Auster lenni című esszéjében Padura arról panaszkodik, hogy szeretné, ha nem kérdeznék állandóan az országa politikájáról, és arról, hogy miért él továbbra is ott. De ez nagyon is az ő szakterülete: széles körben őt tartják a legjobb írónak Kubában, egy olyan országban, amelynek legjobb írói mind a Castro-uralom előtt formálódtak. Egy viszonylag zárt társadalomba, egy propagandától mentes (bár a megfigyelés alól nem felszabadult) prózába nyújt betekintést. Azáltal, hogy Kubában egy kicsi, de jelentős kritikai helyet foglal el, Padura érdekesebbé válik a kubai megfigyelők számára, és érdekesebbé válik a sziget kulturális és irodalmi irányzataival foglalkozó hallgatók számára.”

### Mario Conde könyvek
Padura leginkább a Mario Conde hadnagy főszereplésével készült detektívregényeiről ismert. A Las cuatro estaciones (A négy évszak) címet viselő regényeket angol fordításban néha The Havana Quartet néven emlegetik. Conde zsaru, aki inkább író szeretne lenni, és bevallja, hogy "szolidaritást érez az írókkal, az őrültekkel és a részegekkel". Ezek a könyvek télen, tavasszal, nyáron és ősszel játszódnak (a Vientos de cuaresma szó szerint azt jelenti, hogy "böjti szelek", a Paisaje de otoño pedig "őszi táj"):
- Pasado perfecto (1991, Havana Blue, 2007)
- Vientos de cuaresma (1994, Havana Gold, 2008)
- Máscaras (1997, Havana Red, 2005)
- Paisaje de otoño (1998, Havana Black, 2006)

Öt további könyvet publikált Conde főszereplésével, az Adiós Hemingway, a La neblina del ayer (A tegnapi ködök), La Cola de la Serpiente (A kígyó farka), a Herejes (Eretnekek) és a La Transparencia del Tiempo (Az idő átlátszósága) című kisregényt. Az Adiós Hemingway volt Padura első angolra fordított könyve, 2005-ben. A Havana-Cultura honlapja a Padura és Hemingway közötti hasonlóságokról és különbségekről ír, és arról, hogy ezek hogyan magyarázzák Padura döntését, miszerint az Adiós Hemingwayben a külföldön élő amerikait szerepelteti.
A Paisaje de otoño 1998-ban elnyerte az Asociación Internacional de Escritores Policiacos (Nemzetközi Krimiíró Szövetség) Premio Hammett díját. Ez a díj nem tévesztendő össze a szervezet észak-amerikai ága által odaítélt, hasonló nevű Hammett-díjjal, amelyet csak egyesült államokbeli és kanadai szerzők kaphatnak.
A négy könyvet négy spanyol nyelvű tévéfilmként adaptálták, amelyek angol felirattal egy csoportban jelentek meg a Netflix Négy évszak Havannában című minisorozataként, főszereplőjük Jorge Perugorría kubai színész, és a Tornasol Film gyártotta őket.
A Starz amerikai fizetős televíziós hálózat fontolgatta egy angol nyelvű remake elkészítését Havana Quartet címmel, amelyben Antonio Banderast jelölték Conde szerepére, de ez nem jutott tovább a fejlesztési fázisnál. 2014-ben a BBC rádió a négy történet dramaturgiáját sugározta Zubin Varla főszereplésével. A négy történetből 2014-ben a BBC rádió dramaturgiát sugárzott.

### Egyéb munkák
Padura El hombre que amaba a los perros (Az ember, aki szerette a kutyákat) című történelmi regénye a száműzetésben élő orosz forradalmár, Lev Trockij 1940-es meggyilkolásával és a merénylővel, Ramón Mercaderrel foglalkozik. A majdnem 600 oldalas mű Padura talán legambiciózusabb és legkiválóbb alkotása, amely több mint öt évnyi aprólékos történelmi kutatás eredménye. A 2009 szeptemberében megjelent regény elsősorban politikai témája miatt keltett feltűnést. A regény középpontjában "Sztálin gyilkos megszállottsága áll, amelyet Leó Trockij, az orosz forradalom szellemi építője és a Vörös Hadsereg alapítója iránt érzett", és azt vizsgálja, "hogyan alakulnak át a forradalmi utópiák totalitárius disztópiákká".
Padura könyvei franciául (beleértve az összes Condét tartalmazó könyvet), olaszul, portugálul, németül, görögül és dánul is elérhetőek.

## Könyvei
- Fiebre de caballos – 1988
- Tetralogía de las Cuatro Estaciones:
  - Pasado perfecto – 1991
  - Vientos de cuaresma – 1994
  - Máscaras – 1997
  - Paisaje de otoño – 1998
- Adiós Hemingway – 2001
- La novela de mi vida – 2002
- La neblina del ayer – 2005
- El hombre que amaba a los perros – 2009
- La cola de la serpiente – 2011
- Herejes – 2013
- Regreso a Ítaca – 2014
- La transparencia del tiempo – 2018
- Como polvo en el viento –2020
- Personas decentes – 2022

### Magyarul megjelent
- A férfi, aki szerette a kutyákat (El hombre que amaba a los perros) – DigiBook 2023 · ISBN 978-963-559-752-9 · Fordította: Varga-Haszonits István

## Fordítás
- Ez a szócikk részben vagy egészben  a   Leonardo Padura Fuentes című angol Wikipédia-szócikk fordításán alapul.  Az eredeti cikk szerkesztőit annak laptörténete sorolja fel. Ez a jelzés csupán a megfogalmazás eredetét és a szerzői jogokat jelzi, nem szolgál a cikkben szereplő információk forrásmegjelöléseként.